# Palmópolis
Palmópolis is een gemeente in de Braziliaanse deelstaat Minas Gerais. De gemeente telt 6.810 inwoners (schatting 2009).

## Aangrenzende gemeenten
De gemeente grenst aan Bertópolis, Rio do Prado, Rubim, Santo Antônio do Jacinto en Jucuruçu (BA).